# Guerras do Unix

Árvore genealógica do Unix.

A expressão guerras do Unix é uma referência às disputas, envolvendo fornecedores de sistemas operacionais e ocorridas entre o final da década de 1980 e o início da década de 1990, acerca da definição de um padrão para o sistema operacional Unix. Acredita-se que estas "batalhas" prejudicaram a aceitação do Unix pelo mercado e criaram uma brecha que permitiu o crescimento do Windows NT.
Em meados dos anos 1980, as duas famílias mais comuns do Unix eram o BSD, da Universidade de Berkeley, e o System V, da empresa AT&T. Ambos são derivados de uma das primeiras versões do Unix, a Versão 7, mas afastaram-se consideravelmente. (Este conflito é algumas vezes chamado de primeira fase das "guerras do Unix") Além disso, as versões dos fornecedores para estes sistemas também eram diferentes entre si em algum grau.
Em 1984 um grupo de fornecedores formou a organização X/Open, com o objetivo de desenvolver um padrão para sistemas abertos. Eles escolheram o Unix como a base deste sistema.
O X/Open acabou chamando a atenção da AT&T, que respondeu com um acordo com a Sun Microsystems, a líder de então no fornecimento de sistemas da família BSD, para aumentar a uniformidade do Unix e iniciar um trabalho, em 1987, no desenvolvimento de um sistema unificado. Este sistema foi lançado com o nome System V Release 4 (SVR4).
Enquanto esta decisão foi aplaudida pelos consumidores e pela imprensa especializada, certos fornecedores que licenciavam o Unix temeram que a Sun pudesse receber uma vantagem excessiva. Estes então, em 1988, formaram a Open Software Foundation (OSF). No mesmo ano, a AT&T e outros fornecedores responderam com a criação da UNIX International. As questões técnicas logo deram lugar a uma disputa comercial pública e despudorada pelas duas versões "abertas" do Unix, com o X/Open defendendo um ponto de vista intermediário.
Em março de 1993 os principais participantes da UI e da OSF formaram a aliança Common Open Software Environment (COSE), marcando o final efetivo da parte mais significativa da era das guerras do Unix. Em junho, a AT&T vendeu os seus direitos sobre o UNIX para a Novell e, em outubro, a Novell transferiu a marca UNIX para a X/Open. No ano seguinte, a UI e a OSF se fundiram em uma nova instituição que manteve o nome OSF.
Em 1996, a X/Open e a nova OSF se fundiram para formar a organização The Open Group. O trabalho da aliança COSE, como a especificação Single UNIX Specification, tornou-se o padrão para os sistemas Unix licenciados e é de responsabilidade do The Open Group. Porém, o dano à reputação do mercado Unix já havia ocorrido.
Deste então, surgiram algumas rupturas ocasionais promovidas por facções do Unix, como a aliança "3DA", entre as empresas HP e SCO, e o projeto Monterey, de 1998.